# Cretogerris
Cretogerris is een geslacht van wantsen uit de familie van de Gerridae (schaatsenrijders). Het geslacht werd voor het eerst wetenschappelijk beschreven door Vincent Perrichot in Nel & Néraudeau in 2005.

## Soorten
Het genus is monotypisch en bevat alleen de volgende soort:

- Cretogerris albianus Perrichot, Nel & Néraudeau, 2005